# Sokallen
Sokallen (russisch Зокаллен) (seit 1950 russ. Perovo Перово) war zuletzt ein Ort in der russischen Oblast Kaliningrad (Gebiet Königsberg (Preußen)) und gehört geographisch zur Mosyrskoje selskoje posselenije (Landgemeinde Mosyr (Klein Gnie)) innerhalb des Rajon Prawdinsk (Kreis Friedland (Ostpr.)).

## Geographische Lage
Die nicht mehr existente Siedlung Sokallen liegt rund 33 Kilometer östlich der Rajonshauptstadt Prawdinsk (Friedland (Ostpr.)) und rund 20 Kilometer nordöstlich der früheren Kreisstadt Schelesnodoroschny (Gerdauen).
Durch Sokallen verläuft der Fluss Aschwöne (Swine, russisch: Putilowka), welcher hier für den Betrieb der Wassermühle aufgestaut wurde. 
Sokallen war über eine rund 500 Meter lange Nebenstraße an die nunmehr russische Fernstraße R 508 im Streckenabschnitt zwischen Osjorsk (Darkehmen, 1938–1945 Angerapp) und Snamensk (Wehlau) angebunden. 
Eine direkte Bahnanbindung bestand nicht. Genutzt wurde der rund fünf Kilometer entfernte Bahnhof Klein-Gnie (heute Mosyr). Die dort verlaufende Bahnstrecke Toruń–Tschernjachowsk (Thorn–Insterburg) wurde auf ihrem russischen Streckenabschnitt für den Personenverkehr im Jahr 2001 jedoch außer Betrieb gestellt. 

## Geschichtliches
Belegt ist die Existenz des Ortes bereits im Jahr 1601, welcher namentlich bei Gründung des Kirchspiels Muldszen unter anderem mit erwähnt wurde. Im Jahr 1725 war zudem noch die Schreibweise Sakallen gebräuchlich. Am 21. März 1928 erfolgte der Zusammenschluss der Landgemeinden Sokallen und Werschen (heute Werschiny) zur neuen Landgemeinde Werschen. Sokallen war seitdem ein Ortsteil des knapp einen Kilometer entfernten Dorfes. 
Im Jahre 1905 lebten hier 62 Einwohner, im Jahr 1910 63. Die Einwohnerzahl der neuen Landgemeinde Werschen (inklusive Sokallen) stieg bis 1933 auf 187 und betrug 1939 bereits 192.
Infolge des Zweiten Weltkrieges kam das nördliche Ostpreußen und mit ihm das Dorf Sokallen 1945 zur Sowjetunion und wurde 1950 in „Perovo“ umbenannt.
Zu welchem Zeitpunkt das Dorf aufgegeben wurde, ist bislang nicht nachvollziehbar. Bis Anfang 1945 bestand der Ortsteil aus 7 Höfen, einem Eigenheim, 4 Insthäusern sowie einer Wassermühle. Belegt sind durch Augenzeugenberichte die noch nahezu vollständige Existenz des Dorfes im Jahr 1948, wobei die nicht geflohenen deutschen Einwohner seitens der nunmehr sowjetischen Verwaltung das Dorf verlassenen mussten. Durch die erfolgte Umbenennung im Jahr 1950 kann zwar darüber hinaus zunächst von einem Fortbestand dieser Siedlung ausgegangen werden, inwieweit jedoch eine Neubesiedlung durch sowjetische Zuwanderer stattfand, ist nicht belegt. Im Jahr 1990 existierte der Ortsteil augenscheinlich seit einem sehr längeren Zeitpunkt bereits nicht mehr.

## Sokallen heute

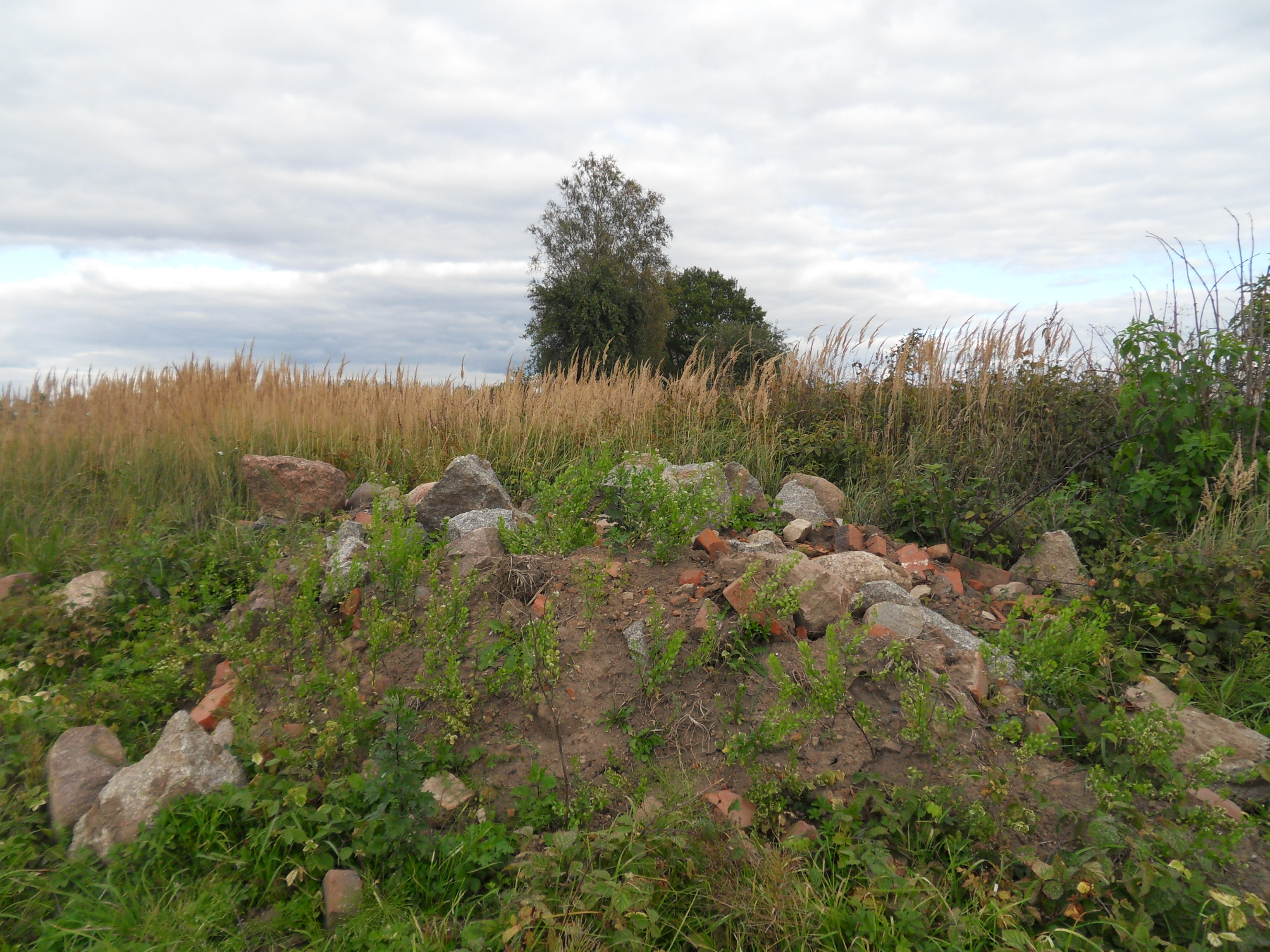
Gebäudereste der Wüstung Sokallen (im Hintergrund die ehemalige, beidseitig mit Birken gesäumte, Straße, welche aus dem Dorf führte)

Vom Ort selbst ist nahezu nichts mehr erhalten. An der heutigen Landstraße P508 befindet sich rund 500 Meter hinter Werschiny in Richtung Perewalowo (Muldschen)  links abgehend eine mit Birken beidseitig gesäumte (stellenweise vereinzelt noch befestigte) Straße, welche direkt in das Dorf führte und nunmehr auf einem Feld endet. Von dort gelangt man über einen unbefestigten Weg (welcher jedoch ab dieser Stelle nicht mehr den originalen Straßenverläufen des Dorfes entspricht) zum Ufer der Swine, deren Wasser an dieser Stelle zu einem kleinen See angestaut wurde. Hier befand sich die Sokallener Wassermühle (siehe Abschnitt Wassermühle Sokallen). Die Wassermühle ist heute nicht mehr existent. Lediglich die Reste massiver Mauern beiderseits des oberen Swine-Ufers verweisen auf den früheren Standort der Mühle. 
Von den Wohngebäuden und Stallungen des Dorfes sind vereinzelt noch mehrere Ansammlungen von Mauersteinen aufzufinden.

## Wassermühle Sokallen

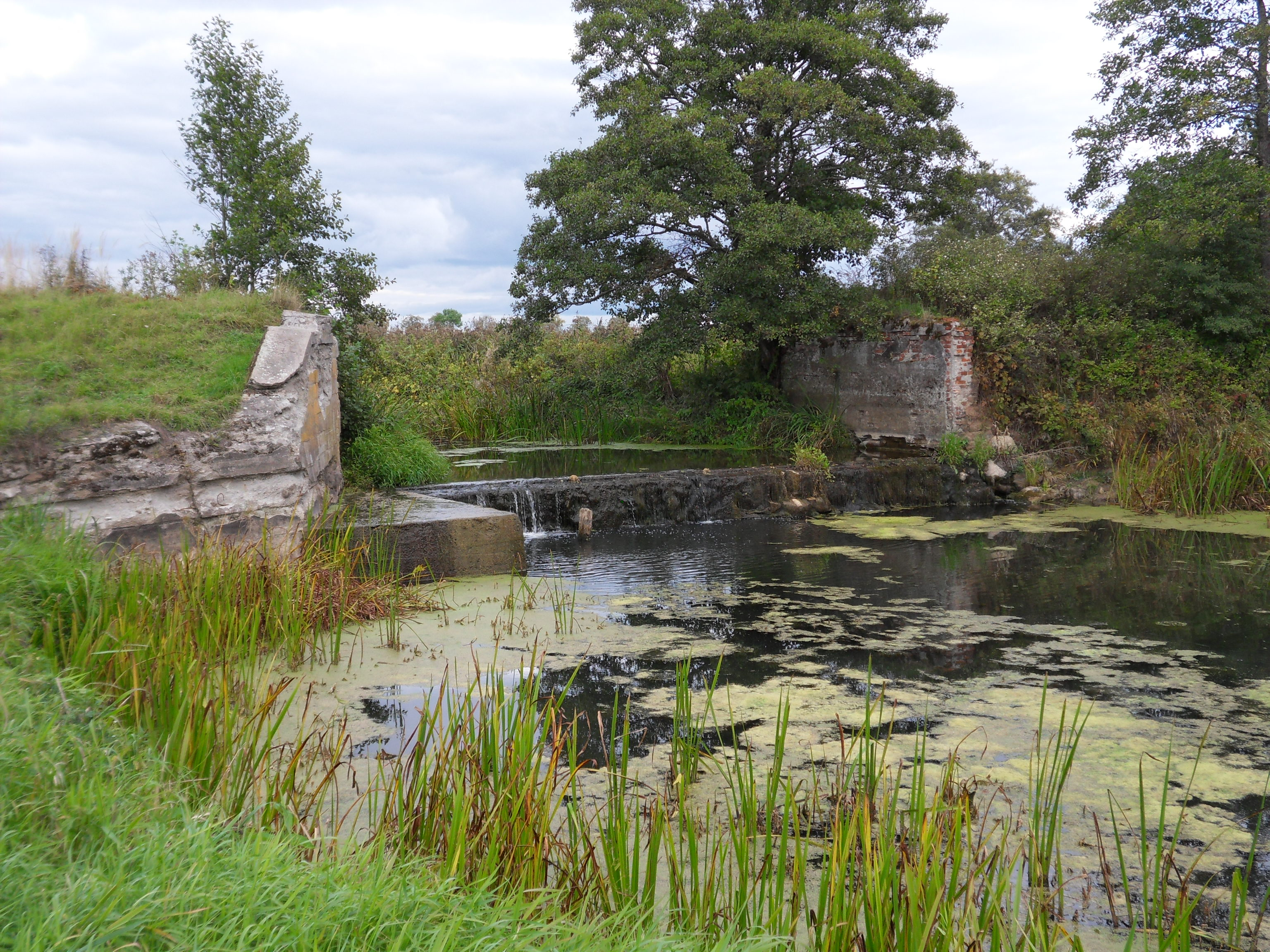
Reste des Stauwehrs der ehemaligen Wassermühle Sokallen

Aus alten Archivakten urkundlich belegt, entstand die idyllisch gelegene Wassermühle am Ufer der Swine durch königlichen Erlass im Anfang des 18. Jahrhunderts. Zu ihr gehörten noch 500 Morgen Ackerland und Wald. Über dieses Anwesen verfügte bis 1828 ein Erbpächter. Auf Grund der Separation gingen die Liegenschaften in Eigentum über. Die Wasserkraft hatte Ende des 19. Jahrhunderts durch Regulierung des Flusslaufes beträchtlich zugenommen. Zudem wurden zu diesem Zeitpunkt auch moderne Turbinen zwecks besserer Ausnutzung des fließenden Elementes eingebaut. Als Reservekraft stand noch ein Elektromotor einsatzbereit. 
Die Produktion der Mühle stieg bis 1945 auf zweieinhalb Tonnen Tagesleistung, zuzüglich Vermahlung an Futter- und Backschrot. Nebenbei wurde noch ein schwunghafter Handel mit Futtermitteln und Saatgetreide betrieben. Zur einwandfreien Herstellung von Saatgut stand auch eine neuzeitliche Getreide-Reinigungsanlage mit Beizvorrichtung zur Verfügung.
Ein Betrieb der Mühle ist bis zum Zusammenbruch im Jahre 1945 belegt. Ein Weiterbetrieb der Mühle nach 1945 erscheint unrealistisch, da die Mühlenbrücke im Januar 1945 noch von deutschen Einheiten gesprengt wurde und dadurch der Speicher sowie Teile des Wohn- und Mühlengebäudes zerstört wurden.

## Kirche
Mit seiner mehrheitlich evangelischen Bevölkerung war Sokallen bis 1945 in das Kirchspiel Muldszen (1936–1938 Muldschen, 1938–1945 Mulden, seit 1947: Perewalowo) eingepfarrt. Es gehörte zum Kirchenkreis Gerdauen (seit 1946: Schelesnodoroschny) innerhalb der Kirchenprovinz Ostpreußen der Kirche der Altpreußischen Union.